# Sacrae disciplinae leges
Sacrae disciplinae leges (česky Zákony posvátné kázně) je apoštolská konstituce vyhlášená 25. ledna 1983 Janem Pavlem II. Touto apoštolskou konstitucí papež promulgoval Kodexu kanonického práva. Datum promulgace bylo stanoveno tak, aby se shodovalo s oznámením, které v roce 1959 učinil papež Jan XXIII. ve známém projevu ke kardinálům o konání synody města Říma, ekumenického koncilu, který byl později nazván II. vatikánský koncil, a jmenovitě o vypracování nového kodexu kanonického práva.
Konstituce obsahuje původ kodexu, poděkování jeho autorům, stručný přehled vývoje kanonického práva a připomínku toho, jaké místo má kanonické právo v katolické církvi a jak by mělo být uplatňováno.

## Obsah

### Úvod
„Katolická církev má ve zvyku časem revidovat a obnovovat zákony církevního řádu života, aby při zachování věrnosti svému božskému Zakladateli vždy vhodným způsobem odpovídaly poslání spásy, které jí bylo svěřeno. Veden právě tímto záměrem konečně naplňuji očekávání celého katolického světa a dnes, 25. ledna 1983, nařizuji vydání revidovaného Kodexu kanonického práva. Když tak činím, vzpomínám na onoho 25. ledna 1959, kdy můj předchůdce blahé paměti Jan XXIII. poprvé veřejně oznámil své rozhodnutí reformovat stávající Kodex kanonického práva, který byl promulgován o Letnicích roku 1917.“
Těmito slovy Jan Pavel II. uvedl tuto apoštolskou konstituci a stanovil vstup nového kanonického práva v platnost pro latinskou církev na první adventní neděli roku 1983. Přesně po 24 letech tak byl viditelně ukončen dlouhý a intenzivní reformní proces. V návaznosti na církevněprávní tradici se i nový Kodex kanonického práva řídí teologickými a ekleziologickými zásadami II. vatikánského koncilu a je rozdělen do sedmi knih. Papež označil nový kodex kanonického práva „za velké ovoce koncilu“ a odkázal na jeho vysvětlivky a průkopnická slova. Papež také řekl, že tento legislativní dokument církve je nepostradatelným nástrojem k zajištění nezbytného řádu v osobním a společenském životě i v samotném řízení církve.

### I. část
V první části dokumentu Jan Pavel II. připomíná skutečnost, že díky závěrům koncilu byl nový kodex vypracován za spolupráce mnoha biskupů. Církev je také představena jako Boží lid, jak to navrhuje koncilní konstituce Lumen gentium.
Papež se poté zamyslí nad povahou kanonického práva a oficiálně text promulguje:
„Proto v důvěře v pomoc Boží milosti, opíraje se o autoritu svatých apoštolů Petra a Pavla, dobře si vědom toho, co jsem vykonal, přijímajíc prosby biskupů celého světa, kteří se mnou spolupracovali v kolegiálním duchu, s nejvyšší autoritou, kterou jsem pověřen, prostřednictvím této konstituce, která bude platit vždy v budoucnu, vyhlašuji tento kodex, jak byl nařízen a revidován, a nařizuji, že od nynějška bude mít platnost zákona pro celou latinskou církev.“

## Omnium in mentem
Apoštolskou exhortací Omnium in mentem z 26. října 2009, která byla sepsána formou motu proprio, Benedikt XVI. změnil některé normy Kodexu kanonického práva. V úvodním vysvětlení se uvádí:
„Apoštolská konstituce Sacrae disciplinae leges, promulgovaná 25. ledna 1983, připomněla všem [omnium in mentem], že církev jako společenství, které je zároveň duchovní i viditelné a hierarchicky uspořádané, potřebuje právní normy, ,aby bylo řádně upraveno vykonávání služeb, které jí Bůh svěřil, zejména duchovní autority a udělování svátostíʻ. V těchto normách by měla vždy vyniknout na jedné straně jednota teologické nauky a kanonického zákonodárství a na druhé straně pastorační užitečnost předpisů, jimiž jsou církevní směrnice uspořádány k dobru duší.
Aby však byla účinněji zajištěna jak tato nezbytná jednota nauky, tak orientace na pastorační cíl, rozhoduje někdy nejvyšší autorita církve po pečlivém zvážení důvodů o vhodných změnách kanonických norem nebo k nim vkládá dodatky. To je tedy důvod, který Nás vede k vyhlášení tohoto listu ...“.